# Storbackens revir
Storbackens revir var ett skogsförvaltningsområde inom Luleå överjägmästardistrikt, Norrbottens län, som omfattade av Jokkmokks socken dels öster om Stora Lule älv det nedanför kronoparken Ananasse belägna området, dels väster om samma älv kronoparken Suoksåive samt inom och nedom denna kronopark belägna kronoöverloppsmarker, allmänningar och enskildas skogar mellan Stora och Lilla Lule älvar. Reviret, som var indelat i tre bevakningstrakter, omfattade 175 746 hektar (1915), varav 53 525 hektar kronoparker.